# キュラロス

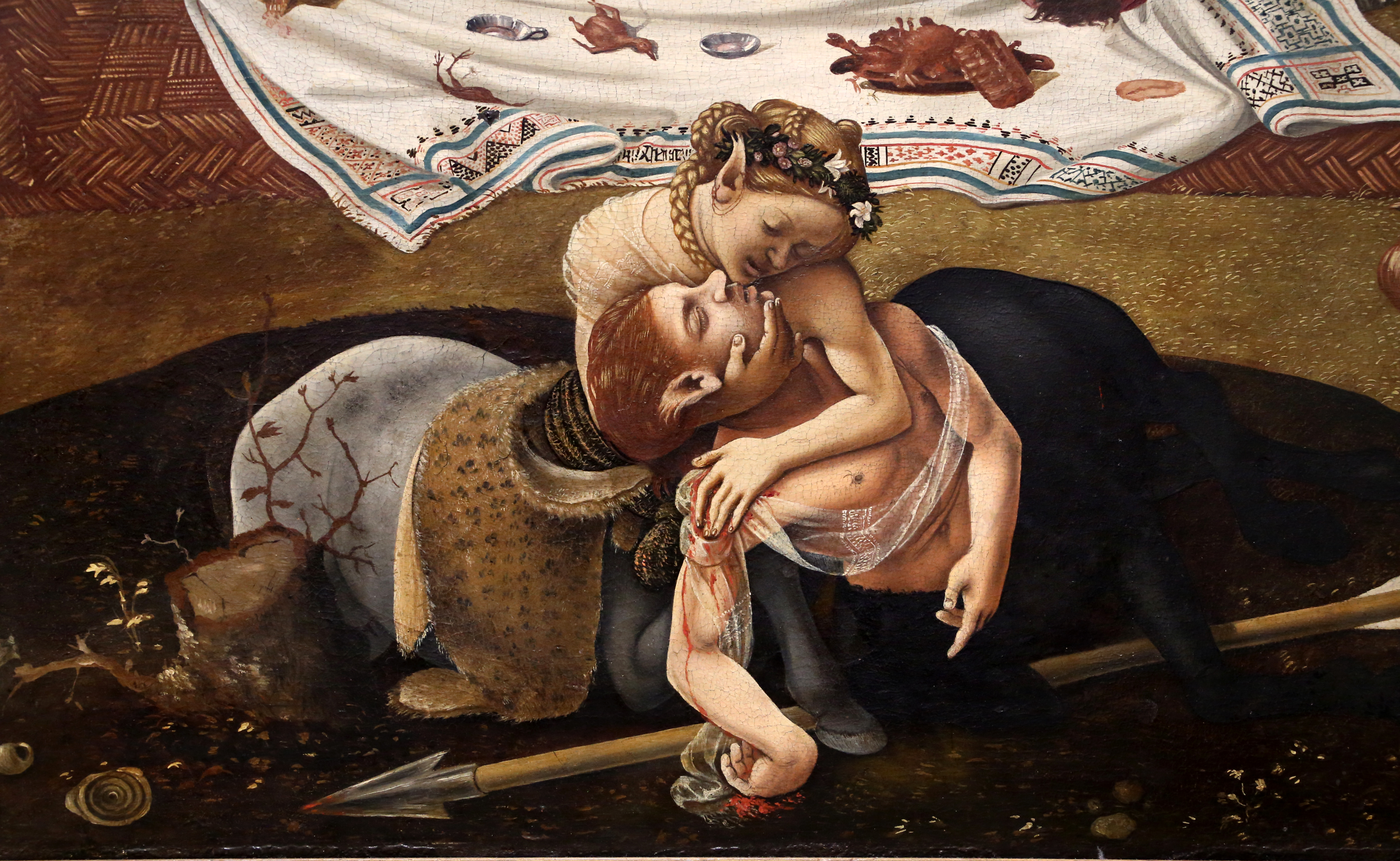
ヒュロノメーに抱き締められるキュラロス。ヒュロノメーはキュラロスの傷口を手で押さえている。ピエロ・ディ・コジモの絵画『ラピテス族とケンタウロスの戦い』（部分）。1500年頃から1515年頃。ロンドン・ナショナル・ギャラリー所蔵。

キュラロス（古希: Κύλλαρος, Kyllaros, 英: Cyllarus）は、ギリシア神話に登場するケンタウロスである。若く美しいケンタウロスで、同族のヒュロノメーの恋人。

## 神話
オウィディウスの『変身物語』によると、キュラロスは大変な美男子で、長い金髪は肩から胴に垂れ、人間の部分はもとより馬の部分も欠点と呼べるものがなく、優れた彫像のようであった。背中は騎乗に適し、その身体は瀝青よりも黒く、尾と脚は真っ白であった。ケンタウロスの女たちはみな彼に恋したが、キュラロスの愛を得ることができたのはヒュロノメーだけであった。
後にキュラロスはヒュロノメーとともに、ラピテース族の王ペイリトオスとヒッポダメイアの結婚式に出席した。しかしラピテース族と酔っぱらったケンタウロスとの間に激しい戦いが起こると、キュラロスとヒュロノメーも戦ったが、誰が投じたか分からない槍がキュラロスを貫いた。ヒュロノメーは慌ててキュラロスを抱き締め、手で傷口を塞ごうとしたが、キュラロスが息絶えるのを止めることができなかった。ヒュロノメーは絶望してキュラロスに刺さったままの槍の上にうつぶせに倒れ込み、後を追って自殺した。